# Ваадевітс Йоханна Карлівна
Йоханна (Йоханна-Емілія) Карлівна Ваадевітс (12 березня 1919,  місто Таллінн, тепер Естонія — 2 травня 2010, місто Таллінн, Естонія) — радянська естонська діячка, бригадир Талліннської трикотажної фабрики «Марат». Депутат Верховної Ради СРСР 4-го скликання.

## Життєпис
Народилася в родині Карла Війра і Аделіне Війра (Іпітс). У 1933 році закінчила середню школу, потім працювала в Таллінні на фабриці, що виготовляє абажури.
Під час німецько-радянської війни у боях під Великими Луками загинув її перший чоловік, червоноармієць Регнард-Рудольф Ваадевітс.
З 1944 року — робітниця-швачка, бригадир швейного цеху Талліннської трикотажної фабрики «Марат». Була учасницею стахановського руху та перевиконувала план на 200 %. Вийшла вдруге заміж за Зіновія Роозі.
Потім — на пенсії. Померла 2 травня 2010 року.

## Нагороди
- Почесна грамота Президії Верховної ради Естонської РСР (1954)